# J. Roy Helland
J. Roy Helland (* 28. Januar 1943, Glendale, Kalifornien, auch Roy Hellend) ist ein Maskenbildner, der seit Beginn seiner Karriere Anfang der 1980er Jahre an rund 60 Film- und Fernsehproduktionen beteiligt war. Seit 1982 ist er für die Maske und die Frisuren von Meryl Streep in all ihren Filmen verantwortlich. Bei der Oscarverleihung 2012 wurde er für seine Arbeit bei Die Eiserne Lady zusammen mit Mark Coulier mit den Oscar in der Kategorie Bestes Make-up und Beste Frisuren ausgezeichnet. Dieser Film brachte ihm 2012 zusammen mit Coulier und Marese Langan auch für einen British Academy Film Award in der Kategorie Beste Maske ein. Er ist zudem Träger eines Emmys für seine Arbeit bei Engel in Amerika (2004) und wurde 2015 mit Into the Woods für einen weiteren British Academy Film Award nominiert. Neben seiner Tätigkeit als Maskenbildner übernahm Helland in The Birdcage – Ein Paradies für schrille Vögel (1996) und Grüße aus Hollywood (1990) auch zwei Schauspielrollen.

## Filmografie (Auswahl)
- 1980: Richards Erbe (Richard's Things)
- 1982: Sophies Entscheidung (Sophie's Choice)
- 1982: In der Stille der Nacht (Still of the Night)
- 1982: Alice at the Palace (Fernsehfilm)
- 1983: Silkwood
- 1984: Der Liebe verfallen (Falling in Love)
- 1985: Jenseits von Afrika (Out of Africa)
- 1986: Verbrecherische Herzen (Crimes of the Heart)
- 1986: Sodbrennen (Heartburn)
- 1986: American Playhouse (Fernsehserie)
- 1987: Wolfsmilch (Ironweed)
- 1988: Die Waffen der Frauen (Working Girl)
- 1988: Ein Schrei in der Dunkelheit (A Cry in the Dark)
- 1989: Die Teufelin (She-Devil)
- 1990: Grüße aus Hollywood (Postcards from the Edge)
- 1991: Bugsy
- 1991: In Sachen Henry (Regarding Henry)
- 1991: Rendezvous im Jenseits (Defending your life)
- 1992: Der Tod steht ihr gut (Death Becomes Her)
- 1993: Das Geisterhaus (The House of the Spirits)
- 1994: Am wilden Fluß (The River Wild)
- 1995: To Wong Foo, thanks for Everything, Julie Newmar
- 1995: Die Brücken am Fluß (The Bridges of Madison County)
- 1996: Marvins Töchter (Marvin’s Room)
- 1996: The Birdcage – Ein Paradies für schrille Vögel (The Birdcage)
- 1997: …First Do No Harm (Fernsehfilm)
- 1998: Familiensache (One True Thing)
- 1998: Tanz in die Freiheit (Dancing at Lughnasa)
- 1998: Mit aller Macht (Primary Colors)
- 1998: Best Friends for Life (Fernsehfilm)
- 1999: Music of the Heart
- 2000: American Masters (Dokumentar-Fernsehserie)
- 2000: Good Vibrations – Sex vom anderen Stern (What Planet Are You From?)
- 2001: Wit (Fernsehfilm)
- 2002: The Hours – Von Ewigkeit zu Ewigkeit (The Hours)
- 2002: Adaption – Der Orchideen-Dieb (Adaption)
- 2002: New York at the Movies (Dokumentar-Fernsehfilm)
- 2002: Collected Stories (Fernsehfilm)
- 2003: Engel in Amerika (Angels in America, Fernseh-Mehrteiler)
- 2004: Lemony Snicket – Rätselhafte Ereignisse (Lemony Snicket’s A Series Of Unfortunate Events)
- 2004: Der Manchurian Kandidat (The Manchurian Candidate)
- 2005: Couchgeflüster – Die erste therapeutische Liebeskomödie (Prime)
- 2006: Der Teufel trägt Prada (The Devil Wears Prada)
- 2006: A Prairie Home Companion: Last Radio Show
- 2007: Von Löwen und Lämmern (Lions for Lambs)
- 2007: Machtlos (Rendition)
- 2007: Spuren eines Lebens (Evening)
- 2007: Dark Matter
- 2008: Glaubensfrage (Doubt)
- 2008: Mamma Mia!
- 2009: Wenn Liebe so einfach wäre (It’s Complicated)
- 2009: Julie & Julia
- 2011: Die Eiserne Lady (The Iron Lady)
- 2012: Wie beim ersten Mal (Hope Springs)
- 2012: Web Therapy (Fernsehserie)
- 2013: Im August in Osage County (August: Osage County)
- 2014: Into the Woods
- 2014: Hüter der Erinnerung – The Giver (The Giver)
- 2015: Suffragette – Taten statt Worte (Suffragette)